# Каваллино
Каваллино (итал. Cavallino) —  коммуна в Италии, располагается в регионе Апулия, в провинции Лечче.
Население составляет 11 846 человек (2008 г.), плотность населения составляет 539 чел./км². Занимает площадь 22 км². Почтовый индекс — 73020. Телефонный код — 0832.
Покровителем населённого пункта считается святой San Domenico.
С одноименным названием Каваллино есть сыр Убриако. Сыр из коровьего молока ещё называют «пьяный сыр» так как перед вызреванием его буквально купают в вине (мерло, каберне и др.) и зарывают на несколько дней в виноградный жмых или оборачивают им.

## Демография
Динамика населения:

## Администрация коммуны
- Официальный сайт: http://www.comune.cavallino.le.it Архивная копия от 4 апреля 2022 на Wayback Machine